# Roberto Luís Gaspar Deus Severo
Roberto Luís Gaspar de Deus Severo OIH (Lisboa, 3 de maio de 1976) mais conhecido como Beto é um ex-futebolista português.

## Carreira
Ele era um dos principais jogadores do Sporting atuando como defensor e também uma presença regular na seleção portuguesa. Ele era, antes de deixar o clube, o capitão.
Representou a seleção portuguesa de 1997 a 2004, jogou 31 partidas, marcando 2 golos, disputou o Euro 2000, o Campeonato do Mundo de 2002 e o Euro 2004.
A 5 de julho de 2004 foi feito Oficial da Ordem do Infante D. Henrique.
Em Janeiro de 2006, foi vendido ao Bordeaux por €1 milhão. Mas na última janela de transferência, ele foi emprestado para o Recreativo de Huelva para jogar a La Liga.
Beto, assim conhecido no mundo do futebol, foi uma das maiores figuras leoninas desta era actual, dedicando mais de 17 anos àquele que diz ser o seu "clube do coração", o Sporting Clube de Portugal.
Atingiu o seu auge futebolístico ao serviço do Sporting, onde desempenhou durante várias épocas a função de capitão de equipa. No entanto, após o assumir do controlo por parte de Paulo Bento, o antigo camisola 22 perdeu a sua influência na equipa verde e branca, acabando por se transferir para o futebol francês, mais especificamente para o Bordéus.
No início da época 2009/2010 foi anunciado um princípio de acordo para a rescisão do contrato que o ligava ao Recreativo Huelva; e dias depois assinou pelo Clube de Futebol Os Belenenses.